# Чемпіонат України з футзалу 2015—2016
Чемпіонат України з футзалу 2015 — 2016 пройшов з 4 вересня 2015 року по 21 травня 2016 року, регулярний чемпіонат закінчився 20 лютого. В турнірі брало участь 9 команд.
За підсумками ігор плей-оф найкращими бомбардирами чемпіонату стали Михайло Волянюк з команди «Продексім» (Херсон) та Михайло Грицина з команди «Енергія» (Львів). В обидвох в активі по 21 забитий гол за період Чемпіонату.

## Учасники
- Енергія (Львів)
- Кардинал (Рівне)
- Локомотив (Харків)
- ЛТК-ІнБев-НПУ (Луганськ, Київ, Житомир)
- Приват (Кривий Ріг)
- Продексім (Херсон)
- Спортлідер+ (Хмельницький)
- Титан-Зоря (Покровське)
- Ураган (Івано-Франківськ)

## Підсумкова турнірна таблиця регулярного чемпіонату
| М | Команда       | І  | В  | Н | П  | РМ    | О  |
| - | ------------- | -- | -- | - | -- | ----- | -- |
| 1 | Локомотив     | 16 | 15 | 0 | 1  | 82−20 | 45 |
| 2 | Енергія       | 16 | 12 | 1 | 3  | 66−42 | 37 |
| 3 | Продексім     | 16 | 10 | 1 | 5  | 46−35 | 31 |
| 4 | Спортлідер+   | 16 | 7  | 3 | 6  | 55−53 | 24 |
| 5 | Титан-Зоря    | 16 | 6  | 2 | 8  | 43−54 | 20 |
| 6 | ЛТК-ІнБев-НПУ | 16 | 6  | 1 | 9  | 38−52 | 19 |
| 7 | Ураган        | 16 | 4  | 5 | 7  | 40−47 | 17 |
| 8 | Приват        | 16 | 2  | 2 | 12 | 36−74 | 8  |
| 9 | Кардинал      | 16 | 2  | 1 | 13 | 39−68 | 7  |

## Плей-оф

### Результати ігор плей-оф
Чвертьфінали
5-6, 12-13 березня 2016 року
- «Приват» - «Локомотив» - 0:2, 1:7
- «Ураган» - «Енергія» - 2:2 (1:2 пен.), 1:1 (2:3 пен.)
- «Продексім» - «ЛТК-ІнБев-НПУ» - 6:1, 2:3, 5:3
- «Титан-Зоря» - «Спортлідер+» - 4:4 (0:2 пен.), 1:1 (2:3 пен.)

Півфінали
2-3, 23 квітня 2016 року
- «Локомотив» - «Спортлідер+» - 4:2, 5:0, 5:1
- «Енергія» - «Продексім» - 6:1, 4:2, 2:2 (3:2 пен.)

Серія за 3-е місце
6-7, 14 травня 2016 року
- «Продексім» - «Спортлідер+» - 3:2, 3:1, 5:2

Фінал
7-8, 14-15, 21 травня 2016 року
- «Енергія» - «Локомотив» - 2:3, 3:2, 0:6, 5:2, 5:3